# ドニ・サスヌゲソ
ドニ・サスヌゲソ（フランス語: Denis Sassou-Nguesso, 1943年11月23日 - ）は、コンゴ共和国の政治家、軍人。現在、同国大統領。コンゴ労働党（PCT）党首。名前の表記はドゥニ・サス＝ンゲソとも。

## 経歴
1960年に軍隊に入隊。
コンゴ労働党を結成し、マルクス・レーニン主義的政策を実施してきたマリアン・ングアビが暗殺された後、1977年にPCT軍事委員会第1副委員長および国防相となった。1979年2月にングアビを継承したジョアキム・ヨンビ＝オパンゴ大佐が無能であるとして解任されると、1979年8月にはPCT党首および大統領に就任。
サスヌゲソは強権政治緩和の方向を打ち出し、マルクス・レーニン主義路線から西欧諸国と関係改善を図るなど柔軟な政策へ転換した。
1992年8月の大統領選で社会民主主義パン・アフリカン連合のパスカル・リスバ委員長に敗れ、下野した。その後、1993年の選挙で不正があったとしてリスバ派とサスヌゲソ派は対立し、両者間で武力衝突が発生。内戦に発展した。1995年12月に一度和平合意が成立するものの、1997年に再びコンゴ共和国内戦が激化し、6月に両派が衝突。勝利したサスヌゲソはリスバを追放して政権を掌握し、1997年10月25日に再度大統領に就任した。その後、2002年、2009年、2016年に再選された。2015年には憲法を改正し、大統領選挙への立候補は70歳以下とする年齢制限を撤廃したほか、1期7年で2期が上限だった大統領任期を1期5年、3期が上限と改め、自らの2016年、2021年大統領選挙への立候補に道を開いた。
2021年3月21日執行の大統領選挙でも88.4％の票を獲得し再選した。この選挙では野党有力候補のギブリス・パルフェ・コレラが投票日前日の20日に新型コロナウイルスに感染し重体となり、選挙では7.84％の票を獲得。投票日翌日の22日に死去している。
2021年10月にはパンドラ文書に名前が載っていることが公表された。それによれば、サスヌゲソはタックス・ヘイヴンであるイギリス領ヴァージン諸島にあるペーパーカンパニーを通じて自国のダイヤモンド鉱山を所有しているとされる。

## 人物
既婚者であり、子（1男1女）が存在する。
長男のデニス＝クリステルはドニと同じく同国の政治家として活動している。
長女のエディット＝リュシーはガボンの大統領を務めたオマール・ボンゴ・オンディンバ（2009年没）の夫人であった。
遠い親戚（姪）に、同国のジャーナリスト兼政治家であるアルレット・スーダンがいる。
自身らの写真が入った物を無料で配っている。